# Après toi (chanson de Mireille Mathieu)
Singles de Mireille Mathieu
La Liberté sur l'Atlantique
(1986) Rencontres de Femmes
(1987)
Pistes de Après toi
Sur les bords du Yang-Tsé-Kiang
Après toi est une chanson interprétée par Mireille Mathieu, publiée en France en 1986 chez Ariola.

## Crédits du45 tours
Mireille est accompagnée par :
- le grand orchestre de Jean Claudric pour Après toi[1];

- le grand orchestre de Hervé Roy pour Sans lui[1].

La photo de la pochette est de Peter Wessbrich.

## Reprises
Aucune des chansons du 45 tours ne sera reprise en langue étrangère par la chanteuse.

## Principaux supports discographiques
Après toi sort pour la première fois sur le  73e 45 tours français de la chanteuse sorti en 1986 chez Ariola avec ce titre en face A, et Sans lui en face B. Elle est reprise sur l'album Après toi, paru la même année, aussi chez Ariola.
Cette chanson apparaîtra ensuite sur plusieurs compilations, comme celle de 2005, Platinum Collection, ou celle d'octobre 2014, Une vie d'amour.